# 学びデスク
学びデスク（まなびデスク）は、ベネッセコーポレーションが通信販売のみで販売している学習机。他にも「成長チェア」、「整頓ワゴン」、「組み合わせ本棚」、「優しさライト」、「ここちのよいベッド」、「マイワードローブ」などがシリーズ化されている。

## 概要
2004年、子供向けの商品を展開するベネッセが、自社の強みを活かし、単価の高い家具業界への参入を画策し、「理想の学習机を作ろうプロジェクト」を発足。小・中・高生の子どもたちとその親、約5,000人へのアンケートを実施し、学習机の実態や不満・要望などを調査。
続いて、一部の教師や研究者など専門家へ、学習習慣や学習時間と学力の関係、理想の学習環境についてへのヒヤリング。子どもにとって理想的な学習環境とは何かをまとめ、それを実現させる家具メーカー「カリモク」（刈谷木材工業株式会社）に、学習机、学習椅子、収納ワゴン、本棚の製造を依頼した。
2005年、進研ゼミ会員を中心に販売を展開。販売初年度で約4,000台を販売し、翌2006年には購入者の声を反映させてリニューアルし、販売数約5,000台にまで数を伸ばしている。
2006年には、サポートの範囲を「学習環境」から「学習・生活環境」へ拡大し、「ここちのよいベッド」と「マイワードローブ」をラインナップに追加。勉強だけでなく子どもが育つ環境のすべてをサポートするという意味で、家具ラインナップを「Benesse Educational Interior」と称している。
「ここちのよいベッド」と「マイワードローブ」は従来のカリモク商品のデザインを少し変えただけの商品であるが、全てベネッセの独占販売商品である。
※「学びデスク」や「ここちのよいベッド」はベネッセによる宣伝的ネーミングであり、必ずしも名前が実際の商品と一致するとは限らない。また、本項の文章もベネッセからの広告文に基づいていることに注意されたい。

## 特徴
体の成長に合わせて天板の高さを調整、また学習スタイルなどに合わせて形を変えられる、「可変型学習机」である。
高さは、小学校低学年・高学年・中学生・高校生の平均身長に合わせて4段階に設定できる。机の高さが変えられることに伴い、椅子（成長チェア）の座面も可変できるようになっており、「常に正しい姿勢で勉強できる」が一番の特長となっている。高さを変えるのは机を倒しての作業となるため、すこし手間がかかる。購入の際には、その点も考慮が必要である。
机本体は、天板・側板・後板＋基板などで構成されており、側板を一番上まで上げればブース型にでき集中できる環境として整えられる。側板を下げれば、そばで大人が勉強を見守れる形にでき、片側板を下げた机を2台並べることで、兄弟での学習環境を作ることができる。それぞれ、「集中型」「見守り型」「仲良し型」と称して提案している。
愛着がわいて大人になるまで使えることを謳っているため、徐々に変わっていく学習状況にも着目し、コンセントを机に内蔵しパソコンを置いても机の上が乱雑にならないよう工夫されている。また、パソコンとの距離も視野にいれ、引き出しがキーボード台に変更できる、キーボードコードが外を這わないなどの考慮がされている。
「優しさライト」の設置可能箇所は左右2箇所。右利き用／左利き用として配慮されている。
引き出しの中の仕切りについても、学校で配布されるプリントやテストが折らずに収納できるサイズに設定されていたり、小分けトレーによって整理整頓ができるようになっている。
ブックエンドが後板に設置できるようになっているが、これも天板の高さが上がるにつれて向きが変えられ、また足元板にも設置できるようになっており、無駄部品にならない。
他の学習机にもあるが、この机の大きな特徴は、前棚がないことである。これは「理想の机を作ろうプロジェクト」で調査した際に、前棚があることで目の前の視野がさえぎられ、またそこに置かれているものに集中力を妨げられてしまうことが多いことから取り除かれたもの。学習に関係のないものを机の上に置かせない、ということからも集中力を養う工夫がなされている。
近年見られる「可変型学習机」の先駆けは岡村製作所のピエルナシリーズであるが、それの模倣品ともいえる。
販売自体はベネッセが行っているが、製造は「カリモク」。完全な受注生産方式をとっており、注文してから製造が始まる。そのため、商品が到着するのは約50日後になっている。
ベネッセの独占販売の為、通常のカリモク商品と違い、値引きは一切しない。

## ラインナップ
- 大きさ：幅110cmと100cmの2タイプ
- 色：
  - ナチュラルな白木ベースの「ナッツシェル」
  - 中間色の「メローオーク」
  - 大人にも合う落ち着いた色の「モカブラウン」
- 価格（机単体）：
  - 110cmタイプ - 77,800円
  - 100cmタイプ - 76,800円
    - 色によって価格の違いはない。